# News/Media Alliance
News/Media Alliance (NMA), tidigare Newspaper Association of America och News Media Alliance, är en amerikansk branschorganisation som företräder fler än 2 200 medlemmar som är verksamma inom branschen för tidningar och tidskrifter i Nordamerika.

## Historik
Branschorganisationen grundades i juni 1992 när branschorganisationerna American Newspaper Publishers Association, Association of Newspaper Classified Advertising Managers, International Circulation Managers Association, International Newspapers Advertising and Marketing Executives, Newspaper Advertising Bureau, Newspaper Advertising Co-op Network samt Newspaper Research Council blev alla fusionerade med varandra för att bilda Newspaper Association of America. Den 7 september 2016 bytte branschorganisationen namn till News Media Alliance. I maj 2022 blev branschorganisationen MPA – The Association of Magazine Media fusionerad med NMA och branschorganisationen fick då sitt nuvarande namn.

## Styrelsen
| Position         | Namn                     | Företag/Tidning                         |
| ---------------- | ------------------------ | --------------------------------------- |
| Ordförande       | Tony Hunter              | McClatchy                               |
| Vice ordförande  | Debby Krenek             | Newsday Media Group                     |
| Kassör           | Mike Riggs               | Dotdash Meredith                        |
| Mötessekreterare | Rebecca Grossman-Cohen   | The New York Times                      |
| Ledamöter        | Barbara Wall             | Gannett                                 |
| Ledamöter        | Mark Adams               | Adams Publishing Group                  |
| Ledamöter        | Gillian Akai             | Postmedia Network                       |
| Ledamöter        | Chris Argentieri         | California Times                        |
| Ledamöter        | Jennifer Bertetto        | Trib Total Media                        |
| Ledamöter        | Debi Chirichella         | Hearst Communications                   |
| Ledamöter        | Jeff Dorsey              | McClatchy                               |
| Ledamöter        | Gregg Fernandes          | The Washington Post Company             |
| Ledamöter        | Conan Gallaty            | Times Publishing Company                |
| Ledamöter        | Steve Grove              | Star Tribune Media Company              |
| Ledamöter        | Jeff Hartwig             | Dotdash Meredith                        |
| Ledamöter        | Lisa Hughes              | The Philadelphia Inquirer               |
| Ledamöter        | Jeffrey M. Johnson       | Hearst Communications                   |
| Ledamöter        | S. Mitra Kalita          | URL Media                               |
| Ledamöter        | Bonnie Kintzer           | Trusted Media Brands                    |
| Ledamöter        | Dan Krockmalnic          | Boston Globe Media Partners             |
| Ledamöter        | Roger Lynch              | Condé Nast                              |
| Ledamöter        | Bill Marcil, Jr.         | Forum Communications Company            |
| Ledamöter        | Grant S. Moise           | A.H. Belo                               |
| Ledamöter        | Kevin Mowbray            | Lee Enterprises                         |
| Ledamöter        | Mark Newhouse            | Advance Publications                    |
| Ledamöter        | Burke Olsen              | Deseret News                            |
| Ledamöter        | Doug Olson               | A360 Media                              |
| Ledamöter        | Frank Pine               | Media News Group och Tribune Publishing |
| Ledamöter        | Jeremy Rossen            | Ziff Davis                              |
| Ledamöter        | Steve Sachs              | Guardian US                             |
| Ledamöter        | Jim Spanfeller           | G/O Media                               |
| Ledamöter        | Jon Steinberg            | Future plc                              |
| Ledamöter        | Todd Thorpe              | News Corporation                        |
| Ledamöter        | Dr. Dietrich von Klaeden | Axel Springer SE                        |
| Ledamöter        | Pam Wasserstein          | Vox Media                               |
| President & VD   | Danielle Coffey          |                                         |